# The cat-a-day tales
The cat-a-day tales is een boek, geschreven door Aletta Schreuders, met een cd, met nummers van Anne Soldaat, Petter Folkedal en Brian Protheroe.

## Ontstaan
The cat-a-day tales ontstond als verhaal van Aletta Schreuders, met tekeningen van Herwolt van Doornen. De tekst bestond uit 365 korte Engelstalige frases, die alle geïllustreerd werden met een zwart-wit tekening. Verder bevatte het boek een aantal songteksten. Uitgeverij Rubinstein raakte hierop in gesprek met Ferry Roseboom van Excelsior Recordings, die het een interessant project vond. Via Roseboom kwamen de songteksten van Schreuders terecht bij Anne Soldaat, die net zijn band Daryll-Ann uit elkaar had zien vallen. Soldaat werkte een aantal nummers zelf uit en een aantal nummers schoof Soldaat door naar labelgenoot Petter Folkedal en de Britse singer-songwriter en acteur Brian Protheroe. Uiteindelijk werden alle opnames afgemixt in de Studio Sound Enterprise in Weesp door Frans Hagenaars.
Op 10 november 2005 werd het boek gepresenteerd tijdens een open presentatie in het kantoor van de uitgeverij. De cd en het boek werden gezamenlijk uitgegeven en voornamelijk verkocht via boekwinkels. Excelsior Recordings was wel betrokken bij de ontwikkeling van het project, maar het album kreeg geen officieel labelnummer. Wel werd het slotnummer van de cd opgenomen op het verzamelalbum Everything after all. In 2009 bracht Uitgeverij Rubinstein de cd bij het boek opnieuw uit als luisterboek, met een samenvatting van het prentenboek als toevoeging. Dit is opmerkelijk, daar de cd meer een popalbum is in de vorm van een rockopera, dan een werkelijk luisterverhaal.

## Verhaal
Het verhaal gaat over de kittens Punky, Missy, Trixy en Eddie en hun ouders. Op 1 januari worden de kittens geboren en het boek volgt, in 365 korte strofes en prenten, het opgroeien van de jonge katjes. Ondertussen wordt er ook verteld over de relatie tussen de vader, die vaak van huis weg is en de moederpoes, die bij de kittens moet blijven om voor hen te zorgen, maar lijdt onder zijn afwezigheid. De katten hebben in het boek diverse menselijke eigenschappen. Het verhaal kan dus gezien worden als een moderne fabel.
Het boek is opgedeeld in de twaalf maanden van het jaar en is vormgegeven als een kalender. Op iedere bladzijde worden twee of drie dagen uit het leven van de katjes besproken. Iedere maand wordt afgesloten met een verwijzing naar een nummer op de bijgevoegde cd. Aan het einde van het boek, zijn alle liedteksten opgenomen.

## Muzikanten
- Anne Soldaat - zang en alle instrumenten
- Petter Folkedal - zang en alle instrumenten
- Brian Protheroe - zang en alle instrumenten
- Miss Bee - zang op 6 en 10,
- Heidi Torsvik zang op 7
- Berend Dubbe - zang op 13
- Jeroen Kleijn - drums op 3, 4, 6, 7, 8, 9 en 11
- Anne Broekman - achtergrondzang op 8 en 13
- Dik Broekman - achtergrondzang op 8 en 13
- Joke Broekman- achtergrondzang op 8 en 13
- Aletta Schreuders - achtergrondzang op 8 en 13
- Hanna Schreuders - achtergrondzang op 8 en 13
- Robert Schreuders - achtergrondzang op 8 en 13

## Tracklist
1. Every birth is a miracle - Anne Soldaat
2. Lullaby - Anne Soldaat
3. No guarantees (in a cat's life) - Anne Soldaat
4. Q's and A's - Anne Soldaat
5. The producer - Petter Folkedal
6. Smitten - Miss Bee en Anne Soldaat
7. Mood swings - Heidi Torsvik en Petter Folkedal
8. Fat Leo's gospel - Petter Folkedal
9. The sunstroke song - Brian Protheroe
10. Call us crazy - Anne Soldaat en Miss Bee
11. Catwalk - Brian Protheroe
12. Mysterious steps - Petter Folkedal en Anne Soldaat
13. All's well (that ends well) - Berend Dubbe en Anne Soldaat

Alle liedteksten door Aletta Schreuders, alle muziek door Anne Soldaat, Petter Folkedal of Brian Protheroe.